# Abid Al-Hamid Mahmud al-Tikriti
  Abid Al-Hamid Mahmud al-Tikriti  (àrab: عبد حميد محمود)  (Al-Awja, 1957 - Bagdad, 7 de juny de 2012) va ser un oficial militar iraquià sota el govern deposat de Saddam Hussein.
Va començar la seva carrera militar com a suboficial en l'exèrcit iraquià. Va pujar de rang fins a arribar a el tinent general, convertint-se en part dels guardaespatlles personal de Saddam Hussein i, finalment, en el seu secretari personal.
Els observadors consideraven Mahmud com la mà dreta de Hussein. Sempre va mantenir contacte constant amb Hussein i va actuar com a guardià, controlant l'accés a ell. Se li va confiar, amb el fill de Saddam, Qusay Hussein, la supervisió de l'Organització de Seguretat Especial iraquià.
El van capturat en una incursió conjunta de membres de l'esquadró B Delta Force i G Squadron SAS i del 1er Batalló, 22 Regiment d'Infanteria de la 1ra Brigada, 4ta Divisió d'Infanteria, a Tikrit el 16 de juny de 2003. En aquest moment era reconegut com el «major èxit» des del final de les principals hostilitats, i un senyal que podrien trobar aviat en Saddam Hussein.
Va comparèixer davant el Tribunal Especial de l'Iraq establert pel Govern Provisional de l'Iraq el 29 d'abril de 2008 i va ser jutjat amb altres sis persones, inclosos Tariq Aziz, Ali Hassan al-Majid, Watban Ibrahim a-Hassan i Sabbawi Ibrahim al-Hassan.
El 26 d'octubre de 2010, el Tribunal Superior iraquià el va condemnar a mort en ser declarat culpable d'organitzar una ofensiva contra els partits polítics prohibits a l'Iraq en els anys vuitanta i noranta, inclosos assassinats i detencions il·legals.
Segons un portaveu del Ministeri de Justícia iraquià, el van executar a la forca el 7 de juny de 2012.